# Mouvement pour la démocratie sociale
Le Mouvement pour la démocratie sociale (en grec moderne : Κινήμα Σοσιαλδημοκρατών, abrégé en ΕΔΕΚ / EDEK) est un parti politique chypriote de type social-démocrate et nationaliste.
Le parti est fondé en 1969 par Vassos Lyssaridis, initialement sous le nom d'EDEK (sigle d'Eniea Dimokratiki Enosis Kyprou). Il plonge ses racines dans l'anti-impérialisme et dans la lutte contre la domination coloniale britannique. Il est influencé par les philosophies du baasisme et du nassérisme ainsi que par Mouammar Kadhafi.
Au début des années 1980, le parti connaît un virage social-démocrate mais conserve son orientation nationaliste. En 2000, il change de nom et devient le Mouvement pour la démocratie sociale.
Membre du Parti socialiste européen et de l'Internationale socialiste, il est dirigé depuis 2015 par Marinos Sizopoulos.

## Histoire
Le parti est fondé par Vassos Lyssaridis en 1969 sous le nom d'EDEK. Ses membres initiaux sont issus du comité de rétablissement de la démocratie en Grèce ou sont d'anciens combattants du groupe de Lyssaridis durant les affrontements entre Chypriotes grecs et turcs de 1964. Lyssaridis était le médecin personnel de l'archevêque Makarios III, le premier président de Chypre après l'indépendance, mais un nombre important de membres du parti prennent les armes contre Makarios III lors du coup d'État de 1974. Durant ces événements, en août 1974, le leader de la section jeune du parti, Doros Loizou, est tué au cours d'une tentative d'assassinat contre Lyssaridis.
Entre 1979 et 1984, la section jeune du parti exclut plusieurs de ses membres aux tendances trotskistes.
À la fin des années 1990, le parti négocie avec plusieurs petits partis et envisage de participer à la création d'un grand parti en fusionnant avec le Parti progressiste des travailleurs et le Rassemblement démocrate. Finalement, il se contente de fusionner avec deux petites formations, le Mouvement du renouveau et le Groupe des personnes indépendantes, en février 2000. Cela conduit EDEK à changer de nom et à adopter celui de Mouvement pour la démocratie sociale.

## Présidents du mouvement
- Vassos Lyssaridis, de 1969 à 2001
- Yiannakis Omirou, de 2001 à 2015
- Marinos Sizopoulos, depuis 2015

## Résultats électoraux

### Chambre des représentants
| Année | Voix    | %     | Sièges | Rang |
| ----- | ------- | ----- | ------ | ---- |
| 1970  | 26 906  | 13,74 | 2 / 35 | 4e   |
| 1976  | 163 207 | 71,20 | 4 / 35 | 1er  |
| 1981  | 23 772  | 8,17  | 3 / 35 | 4e   |
| 1985  | 35 371  | 11,07 | 6 / 56 | 4e   |
| 1991  | 37 264  | 10,89 | 7 / 56 | 4e   |
| 1996  | 30 033  | 8,13  | 5 / 56 | 4e   |
| 2001  | 26 770  | 6,51  | 4 / 56 | 4e   |
| 2006  | 37 531  | 8,91  | 5 / 56 | 4e   |
| 2011  | 36 113  | 8,93  | 5 / 56 | 4e   |
| 2016  | 21 732  | 6,18  | 3 / 56 | 4e   |
| 2021  | 24 022  | 6,72  | 4 / 56 | 5e   |

### Parlement européen
| Année | Voix   | %     | Sièges | Rang | Groupe |
| ----- | ------ | ----- | ------ | ---- | ------ |
| 2004  | 36 075 | 10,79 | 0 / 6  | 5e   |        |
| 2009  | 30 169 | 9,85  | 1 / 6  | 4e   | S&D    |
| 2014  | 19 894 | 7,68  | 1 / 6  | 4e   | S&D    |
| 2019  | 29 715 | 10,58 | 1 / 6  | 4e   | S&D    |